# Tony Alagna
Tony Alagna, född 8 juni 1972 i Champaign i Illinois, är en amerikansk travtränare. Han har tränat hästar som Captaintreacherous, Double Exposure, Propulsion och Ramona Hill.

## Biografi
Alagna är son till travtränaren Donna Lee Ozment. Han red på ponnyer vid tre års ålder och studerade stamtavlor och blodslinjer innan han var tonåring. Efter att han gått ut high school hjälpte Alagna sin mamma i hennes stall. Han arbetade senare för tränaren Brian Pinske innan han avslutade sin collegeexamen 1997. Han arbetade sedan som privattränare för Pat och Ken Walks Fox Valley Standardbreds i Illinois i tre år och tillbringade sedan sex år hos tränaren Erv Miller. Hos Miller hjälpte han till att träna hästar som Lis Mara, Shark Gesture, Classic Photo och Muscle Mass.
Han startade sin egen tränarverksamhet 2009 vid 37 års ålder, och har sedan dess etablerat sig som en av de främsta tränarna inom amerikansk sulkysport. 2019 rankades han som trea i Nordamerika.
Alagna tränade bland annat passgångaren Captaintreacherous, som blev utsedd till Pacer of the Year 2012 och 2013. Captaintreacherous blev den första passgångaren som fick utmärkelsen två år i rad sedan Jenna's Beach Boy 1995-96, och blev tillsammans med Niatross de enda hästarna som fått utmärkelsen vid 2 och 3 års ålder, sedan priset delades ut 1970. Passgångaren Bret Hanover fick utmärkelsen American Harness Horse of the Year tre år i rad, då han var 2, 3 och 4 år gammal, 1964–1966.
Alagna har även tränat hästarna Double Exposure och Propulsion, som senare tränats av Daniel Redén i Sverige.
2020 tog Alagna sin första seger i Hambletonian Stakes tillsammans med Ramona Hill, som kördes av Andrew McCarthy. Segertiden 1:50.1 (1.08,5) var en tangering av det löpningsrekord som Ramona Hills far, Muscle Hill, noterade redan 2009.

## Större segrar i urval
| År   | Lopp                                   | Häst               | Kusk            |
| ---- | -------------------------------------- | ------------------ | --------------- |
| 2012 | Metro Pace                             | Captaintreacherous | Tim Tetrick     |
| 2013 | North America Cup                      | Captaintreacherous | Tim Tetrick     |
| 2013 | Meadowlands Pace                       | Captaintreacherous | Tim Tetrick     |
| 2013 | Cane Pace                              | Captaintreacherous | Tim Tetrick     |
| 2013 | Breeders Crown 3YO Colt & Gelding Pace | Captaintreacherous | Tim Tetrick     |
| 2014 | Metro Pace                             | Artspeak           | Scott Zeron     |
| 2015 | Messenger Stakes                       | Revenge Shark      | Yannick Gingras |
| 2016 | Adios Pace                             | Racing Hill        | Brett Miller    |
| 2016 | Messenger Stakes                       | Racing Hill        | Brett Miller    |
| 2016 | Breeders Crown 3YO Colt & Gelding Pace | Racing Hill        | Brett Miller    |
| 2017 | Breeders Crown 2YO Colt & Gelding Pace | Stay Hungry        | Doug McNair     |
| 2018 | Cane Pace                              | Stay Hungry        | Doug McNair     |
| 2018 | Messenger Stakes                       | Stay Hungry        | Doug McNair     |
| 2019 | Breeders Crown 2YO Filly Trot          | Ramona Hill        | Andrew McCarthy |
| 2019 | Breeders Crown 2YO Filly Pace          | Reflect With Me    | Andrew McCarthy |
| 2019 | Breeders Crown Open Pace               | American History   | Joe Bongiorno   |
| 2020 | Hambletonian Stakes                    | Ramona Hill        | Andrew McCarthy |
| 2020 | Little Brown Jug                       | Captain Barbossa   | Joe Bongiorno   |